# شعيب أختر (لاعب كريكت)
شعيب أختر (14 يوليو 1982 بكراتشي في باكستان - ) هو لاعب كريكت باكستاني. لعب مع Islamabad cricket team ‏.